# Замбровски окръг
Замбровски окръг (на полски: Powiat zambrowski) е окръг в Подляско войводство, Североизточна Полша. Заема площ от 733,12 km2.
Административен център е град Замбров.

## География
Окръгът се намира в историческата област Мазовия. Разположен е в западната част на войводството.

## Население
Населението на окръга възлиза на 45 096 души (2012 г.). Гъстотата е 62 души/km2.

## Административно деление
Административно окръгът е разделен на 5 общини.
Градска община:
- Замбров

Селски общини:
- Община Замбров
- Община Колари Кошчелне
- Община Рутки
- Община Шумово

## Фотогалерия
- Замбров
- Колари Кошчелне